# Sumberejo Wetan
Sumberejo Wetan is een bestuurslaag in het regentschap Tulungagung van de provincie Oost-Java, Indonesië. Sumberejo Wetan telt 2512 inwoners (volkstelling 2010).